# سیفدوم
سیفدوم (انگلیسی: Safedom) یک تولیدکننده کاندوم چینی مستقر در پکن است. این شرکت در سال ۲۰۰۶ تأسیس شد، به سرعت در چین رشد کرد و قصد داشت ۱ میلیارد کاندوم (تقریباً ۸ درصد از بازار داخلی) در سال ۲۰۱۲ در چین بفروشد. چهار پنجم مشتریان سیفدوم در چین را زنان تشکیل می‌دهند، زیرا بازاریابی آن بر مزایای سلامت زنان تأکید دارد.
این شرکت ادعا کرده است که اولین کاندوم ضد ویروس را تولید کرده است.